# Robert Semple
Robert Semple (* 26. Februar 1777 in Boston, Massachusetts, USA; † 19. Juni 1816 bei Fort Gibraltar in der heutigen kanadischen Provinz Manitoba) war von 1815 bis 1816 der zweite Gouverneur von Assiniboia für die Hudson’s Bay Company (HBC) und ist der Verfasser mehrerer Reisebücher. Er kam während des Pemmikan-Kriegs in der Schlacht bei Seven Oaks ums Leben.

## Jugend und Reisen als Kaufmann
Robert Semples Eltern, Robert Semple sen. und Anne Greenlaw, waren Loyalisten gegenüber der britischen Krone, weshalb sie kurze Zeit nach Semples Geburt in Boston vor dem Amerikanischen Unabhängigkeitskrieg nach England flohen. Dort wuchs Semple auf und wurde zum Kaufmann ausgebildet. Als gebürtiger Amerikaner unterlag er während der Napoleonischen Kriegen im Gegensatz zu Briten keinen Reisebeschränkungen, und so führte ihn seine Tätigkeit durch ganz Europa, Nordafrika, den Nahem Osten und nach Südamerika. Hieraus zog Semple auch den Stoff für einige Reisebücher, die zwischen 1803 und 1814 erschienen.

## Gouverneur von Assiniboia
In der nördlichen Prärie des heutigen Kanada gründete der Schotte und Teilhaber der HBC Lord Selkirk die Red-River-Kolonie, in der er vor allem während der Highland Clearances landlos gewordene schottische Bauern ansiedeln wollte. Das Unternehmen geriet aber bald zu einem Handelskrieg zwischen der HBC und ihrer größten Konkurrentin, der North West Company (NWC), dem Pemmikan-Krieg. Dies war nicht zuletzt auch dem glücklosen Verwalter und ersten Gouverneur von Assiniboia, Miles Macdonell zu verdanken, und so suchte man nach einem Nachfolger.
Woher genau Selkirk Semple kannte, und wie letzterer sich für das vakante Amt qualifizierte, ist nicht bekannt, jedenfalls wurde Semple am 12. April 1815 zu Macdonells Nachfolger ernannt, und er brach mit einer Gruppe neuer Siedler nach Kanada auf. Mit dem Schiff in York Factory an der Hudson Bay angekommen, musste er aber erfahren, dass die NWC am Red River das Ruder übernommen hatte und die meisten Siedler vertrieben worden waren.
Semple schickte seine Neusiedler zum Überwintern nach Fort Daer, heute Pembina und Teil von North Dakota, und reiste selbst weiter an den Red River. Dort traf er im November Colin Robertson an, ebenfalls ein Mitarbeiter der HBC, der mit einer Handels-Expedition auf dem Weg von Montreal zu den Jagdgebieten von Athabasca gerade begonnen hatte, die Siedlung wieder aufzubauen, um dort zu überwintern. Im Dezember reiste Semple weiter zu seinen Neusiedlern nach Fort Daer und besuchte im Frühjahr zunächst die Forts der HBC an Qu'Appelle und Assiniboine.
Als er Ende März an den Red River zurückkehrte, hatte Robertson bereits Fort Gibraltar von der NWC besetzt, was Semple durchaus begrüßte. Das Fort lag strategisch günstig am Zusammenfluss von Red River und Assiniboine, und Robertson war entschlossen, den Métis den Weg zu versperren, die alljährlich mit Versorgungsgütern zur Ausrüstung der Expeditionen der NWC flussabwärts fuhren. Semple war unentschieden, ob er die Blockade befürworten oder versuchen sollte, die Métis auf die Seite der HBC zu bringen. Es kam zu Streitigkeiten um den Führungsanspruch zwischen Semple und Robertson, woraufhin letzterer am 11. Juni Fort Gibraltar verließ.
Am 19. Juni versuchte eine Gruppe Métis unter Cuthbert Grant mit ihren Versorgungs-Kanus Fort Gibraltar auf dem Landweg zu umgehen. Semple stellte sich ihnen bei Seven Oaks mit 25 seiner Leute entgegen. Er tat dies vermutlich in friedlicher Absicht, zumindest lässt die geringe Bewaffnung im Nachhinein darauf schließen. Die Métis hatten unter Semples Vorgänger Macdonell jedoch vielfach die Beschlagnahme von Versorgungsgütern erleben müssen, und so fürchteten sie einen Angriff. Nach kurzer verbaler Auseinandersetzung, deren Inhalt nicht bekannt ist, kam es zu einem Scharmützel, bei dem Semple, 20 seiner Männer und einer der Métis ums Leben kamen. Am Tag darauf eroberte Grant Fort Gibraltar zurück.
Grant wurde mit einigen seiner Leute und anderen Mitarbeitern der NWC in York unter anderem wegen Mordes an Semple vor Gericht gestellt. Grant und die meisten anderen wurden freigesprochen, einer seiner Offiziere, François-Firmin Boucher, wurde aber des Mordes an Semple für schuldig befunden.